# Copa Mundial de Fútbol Juvenil de 1977
La Copa Mundial de Fútbol Juvenil de la FIFA Túnez 1977 (en inglés: FIFA World Youth Championship Tunisia 1977) fue la I edición de la Copa Mundial de Fútbol Sub-20. Esta versión del torneo se realizó en Túnez, entre el 27 de junio y el 10 de julio de 1977. Fue ganada por la Unión Soviética en tanda de penales ante México, después de terminar 2-2 en tiempo regular.
El Torneo estuvo dividido en dos fases, en la primera de éstas se organizaron las 16 selecciones en 4 grupos de los cuales el primer lugar calificaría de forma directa a la segunda ronda, quedando así solo 4 selecciones. El primer lugar del Grupo 1 se enfrentaría al primer lugar del Grupo 3, mientras que el primer lugar del Grupo 2 enfrentaría a su similar del Grupo 4.

## Sedes
El campeonato se efectuó en 4 sedes:
| Túnez                     | Túnez           | Túnez                |
| Radès                     | Túnez Susa Sfax | Túnez                |
| ------------------------- | --------------- | -------------------- |
| Stade El Menzah           | Túnez Susa Sfax | Stade Chedly Zouiten |
|                           | Túnez Susa Sfax |                      |
| Capacidad: 45,000         | Túnez Susa Sfax | Capacidad: 18,000    |
| Susa                      | Túnez Susa Sfax | Sfax                 |
| Stade Olympique de Sousse | Túnez Susa Sfax | Stade Taieb Mehiri   |
|                           | Túnez Susa Sfax |                      |
| Capacidad: 10,000         | Túnez Susa Sfax | Capacidad: 4,000     |

## Equipos participantes
Además del anfitrión Túnez, 15 equipos clasificaron a la fase final del torneo a través de los torneos realizados por cada una de las seis confederaciones.
- Dos equipos asiáticos clasificaron en el Campeonato Juvenil de la AFC 1977, donde el campeón fue Irak y el subcampeón Irán.[1]
- Tres equipos africanos clasificaron.
- Dos equipos de centro y Norteamérica clasificaron en el Torneo Sub-20 de la CONCACAF 1976, realizado en tres fases: la primera con cuatro grupos donde pasaban los dos primeros, formando nuevos dos grupos. La tercera fase corresponde a las semifinales y final en entre los dos primeros de los grupos recién mencionados. Este campeonato se realizó en Puerto Rico entre el 19 de septiembre y el 10 de octubre, siendo el ganador México, derrotando en la final por penales a Honduras.[2]
- Tres equipos sudamericanos clasificaron en el Campeonato Sudamericano Sub-20 de 1977, cuyo campeón fue Uruguay, derrotando en la final a Brasil.[3]
- Cinco representantes europeos clasificaron en el Campeonato Europeo Sub-18 1976 disputado en la URSS. El campeón fue Unión Soviética, quien derrotó en la final a Hungría.[4]

Los 16 equipos fueron posteriormente separados en cuatro grupos.
| Clasificatorias | Clasificatorias | Clasificatorias | Clasificatorias | Clasificatorias | Clasificatorias |
| --------------- | --------------- | --------------- | --------------- | --------------- | --------------- |
| África          | Asia            | Europa          | Norteamérica    | Sudamérica      |                 |

| Austria         | Francia  | Irak      | Paraguay        |
| Brasil          | Honduras | Italia    | Túnez           |
| Costa de Marfil | Hungría  | Marruecos | Unión Soviética |
| España          | Irán     | México    | Uruguay         |

## Desarrollo
En la primera fase sólo clasificaban los primeros de cada grupo, produciéndose quizás algunas sorpresas como la eliminación de España y Francia a manos de México, o las eliminaciones de Hungría e Italia debido a las buenas actuaciones sudamericanas de Uruguay y Brasil respectivamente. En las semifinales, la gran sorpresa la dio México al derrotar a la selección de Brasil, mientras que la Unión Soviética doblegó a un siempre complicado Uruguay, quien no tuvo opciones en la disputa por el cuarto lugar al ser vapuleado por Brasil por un contundente 4:0. En la final, solo por penales la URSS pudo superar a México.

## Resultados

### Primera fase

#### Grupo 1
| Selección | Pts. | PJ | PG | PE | PP | GF | GC | Dif. |
| --------- | ---- | -- | -- | -- | -- | -- | -- | ---- |
| México    | 4    | 3  | 1  | 2  | 0  | 8  | 2  | 6    |
| España    | 3    | 3  | 1  | 1  | 1  | 3  | 3  | 0    |
| Francia   | 3    | 3  | 1  | 1  | 1  | 3  | 3  | 0    |
| Túnez     | 2    | 3  | 1  | 0  | 2  | 1  | 7  | −6   |

| 27 de junio de 1977 | Francia        | 1:2 (0:1) | España                  | Estadio Olímpico El Menzah, Radès                                |                                                                  |
|                     | Bacconnier 75' | Reporte   | Escobar 29' · Casas 60' | Asistencia: 44,000 espectadores Árbitro(s): Orhan Cebe (Turquía) | Asistencia: 44,000 espectadores Árbitro(s): Orhan Cebe (Turquía) |

| 27 de junio de 1977 | México                                                  | 6:0 (0:0) | Túnez | Estadio Olímpico El Menzah, Radès                                |                                                                  |
|                     | Manzo 46', 47' · Plascencia 48', 69', 72' · Garduño 56' | Reporte   |       | Asistencia: 45,100 espectadores Árbitro(s): Farouk Bouzo (Siria) | Asistencia: 45,100 espectadores Árbitro(s): Farouk Bouzo (Siria) |

| 30 de junio de 1977 | España      | 1:1 (0:0) | México        | Estadio Olímpico El Menzah, Radès                                   |                                                                     |
|                     | Escobar 46' | Reporte   | Rodríguez 73' | Asistencia: 22,000 espectadores Árbitro(s): Franz Woehrer (Austria) | Asistencia: 22,000 espectadores Árbitro(s): Franz Woehrer (Austria) |

| 30 de junio de 1977 | Túnez | 0:1 (0:1) | Francia   | Estadio Olímpico El Menzah, Radès                                         |                                                                           |
|                     |       | Reporte   | Meyer 20' | Asistencia: 30,000 espectadores Árbitro(s): Arturo Ithurralde (Argentina) | Asistencia: 30,000 espectadores Árbitro(s): Arturo Ithurralde (Argentina) |

| 3 de julio de 1977 | Francia  | 1:1 (0:0) | México    | Estadio Olímpico El Menzah, Radès                                        |                                                                          |
|                    | Wiss 64' | Reporte   | Moses 70' | Asistencia: 32,000 espectadores Árbitro(s): Gianfranco Menegali (Italia) | Asistencia: 32,000 espectadores Árbitro(s): Gianfranco Menegali (Italia) |

| 3 de julio de 1977 | España | 0:1 (0:0) | Túnez           | Estadio Olímpico El Menzah, Radès                                            |                                                                              |
|                    |        | Reporte   | Ben Fattoum 52' | Asistencia: 38,000 espectadores Árbitro(s): Eldar Azimzade (Unión Soviética) | Asistencia: 38,000 espectadores Árbitro(s): Eldar Azimzade (Unión Soviética) |

#### Grupo 2
| Selección | Pts. | PJ | PG | PE | PP | GF | GC | Dif. |
| --------- | ---- | -- | -- | -- | -- | -- | -- | ---- |
| Uruguay   | 6    | 3  | 3  | 0  | 0  | 6  | 1  | 5    |
| Honduras  | 4    | 3  | 2  | 0  | 1  | 3  | 1  | 2    |
| Hungría   | 2    | 3  | 1  | 0  | 2  | 3  | 4  | −1   |
| Marruecos | 0    | 3  | 0  | 0  | 3  | 0  | 6  | −6   |

| 28 de junio de 1977 | Marruecos | 0:1 (0:0) | Honduras    | Estadio Chedli Zouiten, Túnez                                     |                                                                   |
|                     |           | Reporte   | Norales 46' | Asistencia: 20,000 espectadores Árbitro(s): Gerard Racine (Suiza) | Asistencia: 20,000 espectadores Árbitro(s): Gerard Racine (Suiza) |

| 28 de junio de 1977 | Uruguay                     | 2:1 (2:1) | Hungría   | Estadio Chedli Zouiten, Túnez                                            |                                                                          |
|                     | Diogo 15' · Bica 25' (pen.) | Reporte   | Peter 17' | Asistencia: 20,000 espectadores Árbitro(s): Gianfranco Menegali (Italia) | Asistencia: 20,000 espectadores Árbitro(s): Gianfranco Menegali (Italia) |

| 1 de julio de 1977 | Honduras | 0:1 (0:1) | Uruguay   | Estadio Chedli Zouiten, Túnez                                        |                                                                      |
|                    |          | Reporte   | Nadal 29' | Asistencia: 15,000 espectadores Árbitro(s): Birame N'Diaye (Senegal) | Asistencia: 15,000 espectadores Árbitro(s): Birame N'Diaye (Senegal) |

| 1 de julio de 1977 | Hungría                | 2:0 (1:0) | Marruecos | Estadio Chedli Zouiten, Túnez                                       |                                                                     |
|                    | Kerekes 26' · Nagy 56' | Reporte   |           | Asistencia: 16,000 espectadores Árbitro(s): Arnaldo Coelho (Brasil) | Asistencia: 16,000 espectadores Árbitro(s): Arnaldo Coelho (Brasil) |

| 4 de julio de 1977 | Hungría | 0:2 (0:2) | Honduras                 | Estadio Chedli Zouiten, Túnez                                        |                                                                      |
|                    |         | Reporte   | Yearwood 7' · Duarte 30' | Asistencia: 17,000 espectadores Árbitro(s): Sahar El Hawary (Egipto) | Asistencia: 17,000 espectadores Árbitro(s): Sahar El Hawary (Egipto) |

| 4 de julio de 1977 | Uruguay                             | 3:0 (2:0) | Marruecos | Estadio Chedli Zouiten, Túnez                                    |                                                                  |
|                    | Nadal 36' · Enrique 44' · Ramos 51' | Reporte   |           | Asistencia: 18,000 espectadores Árbitro(s): Farouk Bouzo (Siria) | Asistencia: 18,000 espectadores Árbitro(s): Farouk Bouzo (Siria) |

#### Grupo 3
| Selección       | Pts. | PJ | PG | PE | PP | GF | GC | Dif. |
| --------------- | ---- | -- | -- | -- | -- | -- | -- | ---- |
| Brasil          | 5    | 3  | 2  | 1  | 0  | 8  | 2  | 6    |
| Irán            | 3    | 3  | 1  | 1  | 1  | 4  | 5  | −1   |
| Italia          | 2    | 3  | 0  | 2  | 1  | 1  | 3  | −2   |
| Costa de Marfil | 2    | 3  | 0  | 2  | 1  | 2  | 5  | −3   |

| 27 de junio de 1977 | Italia      | 1:1 (1:0) | Costa de Marfil | Estadio Olímpico de Sousse, Sousse                                        |                                                                           |
|                     | Capuzzo 11' | Reporte   | Kouassi 77'     | Asistencia: 20,000 espectadores Árbitro(s): Emmanuel Platopoulos (Grecia) | Asistencia: 20,000 espectadores Árbitro(s): Emmanuel Platopoulos (Grecia) |

| 27 de junio de 1977 | Brasil                                                 | 5:1 (4:0) | Irán       | Estadio Olímpico de Sousse, Sousse                                   |                                                                      |
|                     | Guina 22', 29', 39' · Paulo Roberto 37' · Brasilia 52' | Reporte   | Rajabi 55' | Asistencia: 20,000 espectadores Árbitro(s): Michel Vautrot (Francia) | Asistencia: 20,000 espectadores Árbitro(s): Michel Vautrot (Francia) |

| 30 de junio de 1977 | Irán | 0:0     | Italia | Estadio Olímpico de Sousse, Sousse                                 |                                                                    |
|                     |      | Reporte |        | Asistencia: 12,000 espectadores Árbitro(s): Lajos Somlai (Hungría) | Asistencia: 12,000 espectadores Árbitro(s): Lajos Somlai (Hungría) |

| 30 de junio de 1977 | Costa de Marfil | 1:1 (0:0) | Brasil       | Estadio Olímpico de Sousse, Sousse                                |                                                                   |
|                     | Cleber 89'      | Reporte   | Ya Semon 46' | Asistencia: 19,503 espectadores Árbitro(s): Mohamed Kadri (Túnez) | Asistencia: 19,503 espectadores Árbitro(s): Mohamed Kadri (Túnez) |

| 3 de julio de 1977 | Irán                           | 3:0 (1:0) | Costa de Marfil | Estadio Olímpico de Sousse, Sousse                                    |                                                                       |
|                    | Asheri 31', 87' · Barzegar 80' | Reporte   |                 | Asistencia: 18,000 espectadores Árbitro(s): Salem Mahmud Adal (Libia) | Asistencia: 18,000 espectadores Árbitro(s): Salem Mahmud Adal (Libia) |

| 3 de julio de 1977 | Brasil                   | 2:0 (1:0) | Italia | Estadio Olímpico de Sousse, Sousse                                        |                                                                           |
|                    | Guina 11' · Paulinho 48' | Reporte   |        | Asistencia: 13,000 espectadores Árbitro(s): Dusan Maksimovic (Yugoslavia) | Asistencia: 13,000 espectadores Árbitro(s): Dusan Maksimovic (Yugoslavia) |

#### Grupo 4
| Selección       | Pts. | PJ | PG | PE | PP | GF | GC | Dif. |
| --------------- | ---- | -- | -- | -- | -- | -- | -- | ---- |
| Unión Soviética | 5    | 3  | 2  | 1  | 0  | 5  | 2  | 3    |
| Paraguay        | 4    | 3  | 2  | 0  | 1  | 6  | 2  | 4    |
| Irak            | 2    | 3  | 1  | 0  | 2  | 6  | 8  | −2   |
| Austria         | 1    | 3  | 0  | 1  | 2  | 1  | 6  | −5   |

| 28 de junio de 1977 | Unión Soviética             | 3:1 (3:1) | Irak        | Estadio Taïeb Mhiri, Sfax                                                  |                                                                            |
|                     | Petrakov 19', 23' · Bal 39' | Reporte   | Munshid 77' | Asistencia: 20,000 espectadores Árbitro(s): Ángel Franco Martínez (España) | Asistencia: 20,000 espectadores Árbitro(s): Ángel Franco Martínez (España) |

| 28 de junio de 1977 | Austria | 0:1 (0:0) | Paraguay  | Estadio Taïeb Mhiri, Sfax                                             |                                                                       |
|                     |         | Reporte   | Morel 62' | Asistencia: 21,000 espectadores Árbitro(s): Zoubir Benganif (Argelia) | Asistencia: 21,000 espectadores Árbitro(s): Zoubir Benganif (Argelia) |

| 1 de julio de 1977 | Irak                                                  | 5:1 (3:1) | Austria   | Estadio Taïeb Mhiri, Sfax                                                |                                                                          |
|                    | Munshid 30' · Hussain 34', 38', 90+3' · Hammadi 90+4' | Reporte   | Weiss 28' | Asistencia: 18,000 espectadores Árbitro(s): Tesfaye Gebreyesus (Eritrea) | Asistencia: 18,000 espectadores Árbitro(s): Tesfaye Gebreyesus (Eritrea) |

| 1 de julio de 1977 | Paraguay      | 1:2 (1:1) | Unión Soviética               | Estadio Taïeb Mhiri, Sfax                                            |                                                                      |
|                    | Battaglia 38' | Reporte   | Jidiatulin 29' · Bezsónov 59' | Asistencia: 17,508 espectadores Árbitro(s): Michel Vautrot (Francia) | Asistencia: 17,508 espectadores Árbitro(s): Michel Vautrot (Francia) |

| 4 de julio de 1977 | Paraguay                                     | 4:0 (2:0) | Irak | Estadio Taïeb Mhiri, Sfax                                                  |                                                                            |
|                    | Samaniego 26' · López 30', 68' · Giménez 67' | Reporte   |      | Asistencia: 19,000 espectadores Árbitro(s): Ángel Franco Martínez (España) | Asistencia: 19,000 espectadores Árbitro(s): Ángel Franco Martínez (España) |

| 4 de julio de 1977 | Austria | 0:0     | Unión Soviética | Estadio Taïeb Mhiri, Sfax                                               |                                                                         |
|                    |         | Reporte |                 | Asistencia: 20,000 espectadores Árbitro(s): Mohamed Larache (Marruecos) | Asistencia: 20,000 espectadores Árbitro(s): Mohamed Larache (Marruecos) |

### Segunda fase
|  | Semifinales          | Semifinales          |                              |       | Final | Final |
|  |                      |                      |                              |       |       |       |
|  | 6 de julio – Radès   |                      |                              |       |       |       |
|  |                      |                      |                              |       |       |       |
|  | México (p.)          | 1 (5)                |                              |       |       |       |
|  | México (p.)          | 1 (5)                | 10 de julio – Radès          |       |       |       |
|  | Brasil               | 1 (3)                |                              |       |       |       |
|  | Brasil               | 1 (3)                | México                       | 2 (8) |       |       |
|  | 6 de julio – Radès   |                      | México                       | 2 (8) |       |       |
|  |                      | Unión Soviética (p.) | 2 (9)                        |       |       |       |
|  | Uruguay              | Unión Soviética (p.) | 2 (9)                        | 0 (3) |       |       |
|  | Uruguay              |                      |                              | 0 (3) |       |       |
|  | Unión Soviética (p.) | 0 (4)                |                              |       |       |       |
|  | Unión Soviética (p.) | 0 (4)                | Partido por el tercer puesto |       |       |       |
|  |                      |                      |                              |       |       |       |
|  | 9 de julio – Radès   |                      |                              |       |       |       |
|  |                      |                      |                              |       |       |       |
|  | Brasil               | 4                    |                              |       |       |       |
|  | Brasil               | 4                    |                              |       |       |       |
|  | Uruguay              | 0                    |                              |       |       |       |

#### Semifinales
| 6 de julio de 1977 | México     | 1:1 (1:1, 0:0) (t. s.)(5:3 p.) | Brasil         | Estadio Olímpico El Menzah, Radès                                          |                                                                            |
|                    | Rergis 53' | Reporte                        | Jorge Luiz 59' | Asistencia: 42,000 espectadores Árbitro(s): Ángel Franco Martínez (España) | Asistencia: 42,000 espectadores Árbitro(s): Ángel Franco Martínez (España) |

| 7 de julio de 1977 | Uruguay | 0:0 (t. s.)(3:4 p.) | Unión Soviética | Estadio Olímpico El Menzah, Radès                                        |                                                                          |
|                    |         | Reporte             |                 | Asistencia: 43,000 espectadores Árbitro(s): Gianfranco Menegali (Italia) | Asistencia: 43,000 espectadores Árbitro(s): Gianfranco Menegali (Italia) |

#### Tercer lugar
| 9 de julio de 1977 | Brasil                                                   | 4:0 (2:0) | Uruguay | Estadio Olímpico El Menzah, Radès                                |                                                                  |
|                    | Cléber 13' · Paulo Roberto 30' · Paulinho 53' · Tião 69' | Reporte   |         | Asistencia: 43,501 espectadores Árbitro(s): Farouk Bouzo (Siria) | Asistencia: 43,501 espectadores Árbitro(s): Farouk Bouzo (Siria) |

#### Final
| 10 de julio de 1977 | México                                                                                 | 2:2 (2:2, 0:0) (t. s.)(8:9 p.) | Unión Soviética                                                                                   | Estadio Olímpico El Menzah, Radès                                    |                                                                      |
|                     | Garduño 50' · Manzo 88'                                                                | Reporte                        | Bezsónov 52', 59'                                                                                 | Asistencia: 45,230 espectadores Árbitro(s): Michel Vautrot (Francia) | Asistencia: 45,230 espectadores Árbitro(s): Michel Vautrot (Francia) |
|                     |                                                                                        | Tiros desde el punto penal     |                                                                                                   |                                                                      |                                                                      |
|                     | Rubio · Cosio · García · Manzo · Mora · Rodríguez · Lucano · López · Paredes · Garduño |                                | Baltacha · Bezsónov · Bal · Ilyin · Bodrov · Sopko · Bychkov · Khidiyatullin · Kriyachko · Kaplun |                                                                      |                                                                      |

## Campeón
|                                     |
| Bandera de la Unión Soviética       |
| Campeón Unión Soviética 1.er título |

## Estadísticas
| Pos. | Equipo          | Pts. | PJ | PG | PE | PP | GF | GC | Dif. | Rend. |
| ---- | --------------- | ---- | -- | -- | -- | -- | -- | -- | ---- | ----- |
| 1    | Unión Soviética | 7    | 5  | 2  | 3  | 0  | 7  | 4  | +3   | 70,0% |
| 2    | México          | 6    | 5  | 1  | 4  | 0  | 11 | 5  | +6   | 60,0% |
| 3    | Brasil          | 8    | 5  | 3  | 2  | 0  | 13 | 3  | +10  | 80,0% |
| 4    | Uruguay         | 7    | 5  | 3  | 1  | 1  | 6  | 5  | +1   | 70,0% |
| 5    | Paraguay        | 4    | 3  | 2  | 0  | 1  | 6  | 2  | +4   | 66,7% |
| 6    | Honduras        | 4    | 3  | 2  | 0  | 1  | 3  | 1  | +2   | 66,7% |
| 7    | España          | 3    | 3  | 1  | 1  | 1  | 3  | 3  | 0    | 50,0% |
| 8    | Francia         | 3    | 3  | 1  | 1  | 1  | 3  | 3  | 0    | 50,0% |
| 9    | Irán            | 3    | 3  | 1  | 1  | 1  | 4  | 5  | -1   | 50,0% |
| 10   | Hungría         | 2    | 3  | 1  | 0  | 2  | 3  | 4  | -1   | 33,3% |
| 11   | Irak            | 2    | 3  | 1  | 0  | 2  | 6  | 8  | -2   | 33,3% |
| 12   | Italia          | 2    | 3  | 0  | 2  | 1  | 1  | 3  | -2   | 33,3% |
| 13   | Costa de Marfil | 2    | 3  | 0  | 2  | 1  | 2  | 5  | -3   | 33,3% |
| 14   | Túnez           | 2    | 3  | 1  | 0  | 2  | 1  | 7  | -6   | 33,3% |
| 15   | Austria         | 1    | 3  | 0  | 1  | 2  | 1  | 6  | -5   | 16,7% |
| 16   | Marruecos       | 0    | 3  | 0  | 0  | 3  | 0  | 6  | -6   | 0,0%  |

## Premios
| Balón de Oro        | Balón de Plata         | Balón de Bronce |
| ------------------- | ---------------------- | --------------- |
| Volodímir Bezsónov  | Junior Brasilia        | Cleber          |
| Botín de Oro        | Botín de Plata         | Botín de Bronce |
| Guina               | Hussein Saeed Mohammed | Luis Plascencia |
| 4 goles             | 3 goles                | 3 goles         |
| Premio al Fair Play |                        |                 |
| Brasil              |                        |                 |

## Goleadores

### 4 goles
- Guina

### 3 goles
- Luis Placencia
- Agustín Manzo
- Hussein Saeed
- Volodímir Bezsónov

### 2 goles
- Fernando Garduno
- Valeri Petrakov
- José Ricardo Escobar
- Hussain Munshid
- Moharam Asheri
- Pedro López
- Amaro Nadal
- Cléber
- Paulo Roberto
- Paulinho

### 1 gol
- José Casas
- Gerard Bacconnier
- Thierry Meyer
- Andre Wiss
- Luigi Capuzzo
- Lucien Kouassi
- Honore Ya Semon
- Hugo Rodríguez
- Eduardo Moses
- Eduardo Rergis
- Júnior Brasília
- Jorge Luís
- Tião
- Reza Rajabi
- Abdolreza Barzegar
- Andriy Bal
- Vaguiz Jidiatulin
- Prudencio Norales
- Gilberto Yearwood
- José Enrique Duarte
- Víctor Morel
- Juan Battaglia
- Domingo Salmaniego
- Eugenio Giménez
- Víctor Diogo
- Alberto Bica
- Daniel Enrique
- Venancio Ramos
- Zoltán Péter
- Janós Kerekes
- Imre Nagy
- Heinz Weiss
- Haddi Hammadi
- Ali Ben Fattoum

## Futbolistas Destacados
| - Paco Buyo - Bernard Genghini - Volodímir Bezsónov - Giovanni Galli | - Ramón Maradiaga - Gilberto Yearwood - Fernando Álvez - Ariel Krasouski | - Venancio Ramos - Hugo de León - Mario Saralegui - Rubén Paz |